# (181) Eucaris
(181) Eucaris és un asteroide que forma part del cinturó d'asteroides i va ser descobert per Pablo Cottenot des de l'observatori de Marsella, França, el 2 de febrer de 1878.
S'anomena Eucharis per un personatge de la mitologia grega.

## Característiques orbitals
Eucharis orbita a una distància mitjana de 3,129 ua del Sol, i pot allunyar-se fins a 3,765 ua. Té una excentricitat de 0,2032 i una inclinació orbital de 18,89°. Triga a completar una òrbita al voltant del Sol 2.022 dies.